# Orchestra Filarmonica di Shanghai
La Orchestra Filarmonica di Shanghai (SPO) è un'orchestra sinfonica professionale con sede a Shanghai, Cina. È sotto l'amministrazione della Shanghai Municipal Administration of Culture, Radio, Film, and TV. L'attuale direttore musicale è Muhai Tang e il vicedirettore è il giovane direttore d'orchestra Liang Zhang.

## Storia
Secondo suo il sito web ufficiale l'orchestra è stata ristrutturata sulla base dell'ex Shanghai Broadcasting Symphony Orchestra (SBSO). La SBSO era la fusione di due orchestre: la Shanghai Film Orchestra, fondata nel 1954 e la Orchestra di Radiodiffusione di Shanghai, fondata nel 1950. La fusione avvenne nel 1996 e la nuova orchestra fu chiamata Orchestra Sinfonica di Radiodiffusione di Shanghai con Yongyan Hu come primo direttore musicale. Il nome dell'orchestra è stato ufficialmente cambiato in Orchestra Filarmonica di Shanghai nell'aprile 2004 con il famoso direttore d'orchestra Zuohuang Chen come direttore musicale, adottando il sistema di stagioni musicali più diffuso al mondo.
Quando Muhai Tang assunse la posizione di direttore musicale nel 2009, disse ai giornalisti che l'orchestra non avrebbe concentrato i propri sforzi oltreoceano. Tang dichiarò che dovevano considerare il motivo per cui il pubblico avrebbe voluto ascoltare la musica e come poter suonare bene la musica. Credeva che l'orchestra dovesse basarsi sui valori culturali cinesi.

## Repertorio
L'SPO suona in concerti di quartiere, concerti che promuovono giovani solisti cinesi o compositori cinesi e concerti legati alle attività del governo, ma svolge anche un repertorio impegnativo. Nelle stagioni concertistiche 2011-2012 e 2012-2013 ha eseguito una serie di sinfonie di Mahler, Il castello di Barbablù di Bartók e una versione ridotta del Ciclo dell'Anello di Wagner. Dal 2015, in stretta collaborazione con il Conservatorio di Musica di Shanghai, la SPO ha ospitato la serie di concerti Hearing China e ha incaricato compositori di tutto il mondo di comporre per la SPO e per strumenti cinesi.
L'orchestra ha anche registrato. La maggior parte di queste incisioni erano musica cinese orchestrata e musica classica composta da compositori cinesi, realizzate sulle etichette di Naxos come Marco Polo, Yellow River e Naxos stesso.